# Greatest Hits: Decade Number 1
Greatest Hits: Decade #1 è un album di raccolta della cantante statunitense Carrie Underwood, pubblicato nel 2014.

## Tracce

### Disco 1
1. Something in the Water – 3:58
2. Little Toy Guns – 3:31
3. Inside Your Heaven – 4:04
4. Jesus, Take the Wheel – 3:46
5. Don't Forget to Remember Me – 4:00
6. Before He Cheats – 3:20
7. Wasted – 4:34
8. So Small – 3:46
9. All-American Girl – 3:33
10. Last Name – 4:02
11. Just a Dream – 4:45
12. I Told You So (featuring Randy Travis) – 4:17

### Disco 2
1. Cowboy Casanova – 3:56
2. Temporary Home – 4:28
3. Undo It – 2:57
4. Mama's Song – 4:01
5. Remind Me (featuring Brad Paisley) – 4:14
6. Good Girl – 3:25
7. Blown Away – 4:00
8. Two Black Cadillacs – 4:58
9. See You Again – 4:07
10. How Great Thou Art (con Vince Gill) (Live from ACM Presents: Girls Night Out) – 4:47
11. So Small (Writing Session Worktape 1/24/07) – 4:07
12. Last Name (Writing Session Worktape 1/22/07) – 4:00
13. Mama's Song (Writing Session Worktape 2/5/09) – 3:51